# 天津飯大郎
天津飯大郎（てんしん はんたろう、1980年2月27日 - ）は、日本の漫才師、お笑いタレント、ラジオパーソナリティ、ライトノベル作家、声優。お笑いコンビ「天津」のボケ（たまにツッコミ）担当。吉本興業所属。広島県福山市出身。本名および2024年2月までの芸名は向 清太朗（むかい せいたろう）。

## 略歴
広島県福山市出身。弟がいる。小学生のころの塾の同級生に岡峰光舟（THE BACK HORN）がいる。学生時代は広島のラジオ番組へ頻繁に投稿していた。ラジオネームは「赤ずきん茶々畑るり」（『赤ずきんチャチャ』と茶畑るりの合成）。
盈進中学高等学校卒業後、NSC大阪校21期に入学。同期の木村卓寛と1999年2月に「天津」を結成。
2008年に相方の木村がエロ詩吟でブレイクし、「じゃない方芸人」と言われるようになる。2010年から2012年まで、3年連続で吉本ブサイクランキングで5位にランクイン。
2014年大晦日から2015年元日にかけて放送された『ダウンタウンのガキの使いやあらへんで! 絶対に笑ってはいけない大脱獄24時』（日本テレビ系列）では、収録中に顎が外れるアクシデントが起こる。
2015年放送『ごきげん!ブランニュ』（朝日放送）の企画で、ライザップの指導によるダイエットに挑戦。4ヶ月で79.9kgから61.0kgまで体重の減量に成功した。
2019年9月30日にYouTubeチャンネルを開設。「2020年内に登録者1万人を超えなければYouTubeやめます」と宣言し、2020年5月24日に登録者1万人を突破した。
2020年6月、企画・構成・プロデュース・キャスティングを務めるニコニコチャンネル「ムカイワークス」を開設。1ヵ月に約10本の動画を配信している（2020年8月現在）。
2023年12月24日、TBSラジオ『川島明のねごと』内において新芸名「天津飯大郎」でR-1グランプリへのエントリーを行い、結果を残せればこの名義で活動していくと発表した。結果は2回戦敗退に終わるも、2024年2月18日、正式に天津飯大郎に改名した。

## 人物
身長164 cm、体重84 kg。血液型はB型。「チビ・デブ・メガネ・オタク・ワキガ」のモテナイ5大要素を全て持つキャラを売りとしている。見た目から後輩の山里亮太（南海キャンディーズ）やガリガリガリクソンと間違えられることがあり、六角精児と間違えられることもある。くっきー!（野性爆弾）率いる肉糞亭一門では「肉糞亭脇に腐り肉」の名を与えられる。蒙古タンメン中本フリークであり、トークライブ「蒙古タンメン中本 辛者（しんじゃ）の会」を開催している。川島明（麒麟）率いる純正川島軍団（他にネゴシックス、若井おさむ、ムーディ勝山）のメンバーでもある。
山口了（元夕凪ロマネコンティ）、相咲ポッポ、がっき～ら仲のよい後輩たちを「向チルドレン」と勝手に呼んでいる。これらのメンバーで『オタク寄席』などを開催している。

### 漫画・アニメ
「アキバ系」ではなく「ポンバシ系」を自称しており、第4回『R-1ぐらんぷり』には「ポンバシ系・向」として出場し、準決勝まで進出した。過去には氷川へきるの漫画『ぱにぽに』の主人公・レベッカ宮本のセリフ（「先生だぞ！」）をオタクの銀行強盗ネタに取り入れていた時期もある。
ラブライバーであり、南ことり推しである。また、『レコメン!』でのラブライブ!特集を通じて、宮田俊哉（Kis-My-Ft2）とラブライバー仲間として親交がある。
4コマ漫画好きであり、4コマ漫画家をゲストに迎えてのイベント「天津向の4コマトーク」を阿佐ヶ谷ロフトAにて不定期で開催していた。2013年8月には自身初の著作として4コマ漫画をレビューした「この4コマがオモロイ!」を出している。
アニメ関連のイベントMC等を多く務める一方、『あいまいみー』など作品出演経験もある（テレビアニメの項目を参照）。また、取材を受けた『ガーリッシュ ナンバー』（第12話）や番組ニコ生のMCを務めた「ブレンド・S」（第12話）では向と思しき姿や肖像が描かれている。アニラジの出演も多く、「ジャンル限定のラジオスター」とも称される。
吉本所属のアニメキャラ芸人（桜 稲垣早希、若井おさむなど）によるコメディーショー「劇団アニメ座」のメンバーとしても活動していた。
アニメの仕事で収入を確保していることから、年収800万円（2016年3月時点）となっている。2020年現在では年収1330万円。自宅マンションの家賃なども含め、たびたび個人情報がネタにされている。
「天津向 presents 新人声優四つどもえラジオ」や「&CAST!!!アワー ラブエール!」（木曜日）では構成作家を担当。その他、「オッドタクシー」関連のラジオやイベントにも構成作家として参加している。

## 出演

### テレビ
- 爆笑レッドカーペット（フジテレビ、2008年11月5日 - ）キャッチコピーは「こっちもあると思います」
- ごきげん!ブランニュ（朝日放送）パラ軍団として出演。準レギュラー
- ミリオンの扉（読売テレビ、2010年5月 - 2011年3月）
- ブシモのテレビ（TOKYO MX、2015年7月4日 - ）コーナーレギュラー
- 声優☆養成所 サタラ～ナ!（Kawaiian TV、2017年6月16日 - 2018年3月20日）
- 声優☆養成所 サタラ～ナZ（Kawaiian TV、2018年4月30日 - 2019年6月10日）
- 三澤・向の聞いてもいいですか?（Kawaiian TV、2019年7月8日 - 11月30日）
- イケボ王国の王様がヒマをもてあましておりますっ!!（テレビ東京、2021年10月5日 - 12月21日）
- Mixalive presents 田村淳が豊島区池袋（テレビ東京、2021年10月3日 - 10月24日、2022年1月23日 - 2月13日、2月27日 - 3月20日）
- ガッツ100%テレビ 〜笑いと愛が企業を救う〜（BSよしもと、2022年5月7日 - 定期的に出演）
- Club AT-X 夜NA夜NAサタデー とりあえず生（AT-X、2023年12月16日 - ）[31]

### テレビアニメ
- 名探偵コナン（ヘリパイロットB） 第356話
- あいまいみー（AT-X他、2013年1月 - 3月）ナレーション〈全話〉、エンモ竹縄、カッパ〈第1話〉、森の民ヤムー、お巡りさん〈第2話〉、中西〈第3話〉、ラーメン屋の店主、トラックの運転手〈第4話〉、ハドフシュカ王子〈第6話〉、犬〈第10話〉、カッパA〈第11話〉、土手ゴン〈第12話〉、ルーカス秋本、医者〈第13話〉 役
- あいまいみー -妄想カタストロフ-（AT-X他、2014年7月 - 9月）ナレーション〈第1話 - 第4話、第6話 - 第7話、第9話 - 第13話〉、田中〈第1話、第12話〉、DJ〈第1話〉、さとうすずき、警官、警察犬〈第2話〉、なんらかの恐竜、月の騎士〈第4話〉、マカロンちゃんタイトルコール、雨の日の生き物、トマティーナの人々〈第5話〉、ヘパイトス、観客たち〈第6話〉、ナーダック〈第7話〉、サケ、カッパ〈第8話〉、おじいさん、ヤムー〈第9話〉、じい〈第10話〉、医者、ズケさん（アニメED表記ではズケさんだが、原作表記ではヅケさん）〈第11話〉、サーモンピンク滝沢、実況レフェリー〈第12話〉、麻衣の成虫〈第13話〉 役
- 不思議なソメラちゃん（AT-X他、2015年10月 - 12月）ナレーション〈壱乃拳、参乃拳、四乃拳、六乃拳、七乃拳、八乃拳、拾乃拳 - 拾参乃拳〉、コロ〈壱乃拳〉、一番の方〈弐乃拳〉、ニートの男、ラジオの声〈参乃拳〉、松嶋ファンA〈四乃拳〉、ひでゆき、Dr.ウォミー、教習所の教官〈伍乃拳〉、執事〈七乃拳〉、アナウンサー、自衛隊の隊長〈九乃拳〉、サンタクロース〈拾乃拳〉、メヌースー、店長、銃鋼魔兵エクサ・デオドロス〈拾参乃拳〉 役
- あいまいみー 〜Surgical Friends〜（AT-X他、2017年1月 - 3月）ナレーション〈第1話 - 第6話、第8話、第10話、第12話〉、たかひろ、店長〈第2話〉、ともだち〈第3話〉、店員、クラストフェレス〈第4話〉、冷蔵庫を開ける人〈第5話〉、ルドルフ師範代、でかいの〈第6話〉、シャQのテぃ江〈第8話〉、ラジオDJ〈第9話〉、ミライオオイルカ〈第10話〉 役
- 機動戦士ガンダム 鉄血のオルフェンズ（毎日放送他、第2期：2016年11月 - ）客〈第41話〉 役
- ドメスティックな彼女（TBSテレビ他、2019年1月 - ）お笑い芸人〈第1話〉 役
- 魔王様、リトライ!（TOKYO MX他、2019年9月19日）街の男〈第12話〉 役
- おちこぼれフルーツタルト（AT-X他、2020年12月7日）第9話
- おじゃる丸（NHK、2021年11月18日）沼田〈第24シリーズ第53話〉 役

### ラジオ
- もえもえポンバシ系（ラジオ大阪、2008年4月 - 2010年5月）
- MBSサウンドキングダム -音楽王国-（MBSラジオ、2008年4月 - 2009年3月）
- MBSサウンドキングダムDEEP（MBSラジオ、2008年4月 - 2009年3月）
- ゴーK!（MBSラジオ）
- 本渡楓と天津向の「本渡上陸作戦」 → 本渡楓と天津飯大郎の「本渡上陸作戦」（超!A&G+、2016年4月 - ）
- 天津向 presents 新人声優四つどもえラジオ（AG-ON Premium、2017年3月 - 6月）※構成作家も担当[32]
- ANNi 田所あずさと天津向のどうせワレワレなんて・・・ → 田所あずさと天津飯大郎のどうせワレワレなんて・・・（ニッポン放送、2017年9月 - 2025年4月）
- アニコロ!（i-dio アニソンHOLIC、2017年11月 - 2020年3月）
- 三森すずこのAこえ（ABEMA RADIO、2017年12月 - 2018年4月）[33]
- 温泉むすめ放送部（超!A&G+、2018年4月 - 9月）[34]
- 天津向のアニメここまで言って委員会（音泉、2018年6月8日）[35]
- 天津向のためになるらじお → 天津飯大郎のためになるらじお（音泉、2019年10月 - 2024年6月）[36]
- ヴァイスシュヴァルツpresents ラジオ「五等分の花嫁∬」（HiBiKi Radio Station、2021年1月 - 6月）[37]
- 川島明のねごと（TBSラジオ、2021年4月 - ）[38]
- ジロンラジオ（Podcast、2021年4月 - ）[39]
- 週刊マンガ獣（Podcast、2022年8月 - 2023年12月）[40]
- ヴァイスシュヴァルツpresents ラジオ 映画「五等分の花嫁」（HiBiKi Radio Station、2022年8月 - 12月）[41]
- ヴァイスシュヴァルツpresents ラジオ 五等分の花嫁∽（TBSラジオ、2023年10月 - ）[42]
- Animume!（interfm、2023年12月 - 2024年2月）[43]
- 田所あずさ・天津飯大郎どうもワレワレです…（音泉、2025年7月 - ）[44]

### 映画
- 特命女子アナ 並野容子 LOVE IS OVER（2010年）
- からっぽ（2012年）
- イタズラなKiss THE MOVIE～キャンパス編（2017年）アニメ部・青木役
- イタズラなKiss THE MOVIE～プロポーズ編（2017年）アニメ部・青木役

### ドラマCD
- わさんぼん～和菓子屋顛末記～花（2017年10月25日）
- わさんぼん～和菓子屋顛末記～鳥（2018年6月27日）
- わさんぼん～和菓子屋珍道記～風（2022年2月28日）
- わさんぼん～和菓子屋珍道記～月（2022年4月30日）

### インターネット放送
レギュラー
- 疑心暗鬼大喜利バトル 滑狼〜ニコニコゲート〜（ニコニコ生放送、2019年4月9日 - ）
- 桑原由気寄席オンライン（ニコニコ動画、2020年6月 - ）
- 向さん、一時間空きました（ニコニコ動画、2020年6月 - ）
- EMOTION 40周年記念特番（YouTube、2023年2月10日 - ）
- 声優さんとザイオンス（ニコニコ動画、2023年4月 - ）

過去のレギュラー、不定期
- 天津・向とデス電所・竹内のチャンネル放送 ※基本的に隔週水曜日放送
  - 天津・向とデス電所・竹内のアニメ聖地巡礼チャンネル（ニコニコ生放送、2012年9月12日 - 2013年8月7日）
  - 天津・向とデス電所・竹内の水曜夜更けのアニマガ部（ニコニコ生放送、2013年8月22日 - 2015年11月25日）
- あいまいみー
  - 生あいまいみー（ニコニコ生放送、2012年12月27日 - 2013年8月8日）
  - 生あいまいみー（第二期、ニコニコ生放送、2014年4月10日 - 2014年12月22日）
  - 生あいまいみー（第三期、ニコニコ生放送、2017年1月25日 - 7月17日）
- 月刊ガガガチャンネル（ニコニコ生放送、2014年5月20日、2015年3月18日、2015年8月18日、2016年1月19日、2017年10月18日、2018年3月20日、2018年8月17日、2019年1月18日、2019年8月21日）
- ニコ×ニコ×アニ×ワラ（ニコニコ生放送、2014年9月16日 - ）
- 新生紀ドラゴゲリオンZ（ニコニコ生放送、2015年5月3日初出演[注 1] - 複数回出演）

- 伊福部・向のラジオ☆スターダストボーイズ（ニコニコ生放送、2016年4月11日 - 2023年9月25日）
- ピタットTV（占いTV、2017年7月13日 - ）
- TVアニメ「ブレンド・S」スティーレ ニコ生支店 営業中!（ニコニコ生放送、2017年8月1日 - 12月24日）
- ベジータとカイジがレトロゲーム実況（ニコニコ生放送、2018年8月9日 - 複数回出演）
- 声優だって告らせたい〜天才たちの恋愛頭脳戦（の解説!）〜（GYAO!、2019年1月 - 3月）
- 田村淳の超!!アニメセミナー（大阪チャンネル、2020年4月 - 10月）
- 山崎はるかの『ネタがやりたい』（ニコニコ動画、2020年6月 - 2023年3月）
- 向・浅沼の若きベルデルの悩み（ニコニコ動画、2020年7月 - 12月）

### 舞台
- ダンガンロンパ THE STAGE（2014年10月29日 - 11月3日）山田一二三役
- アヴェ・マリターレ!（2016年3月17日 - 3月21日）
- あいまいみー THE みゅーじかる（2017年8月15日 - 8月20日）
- あいまいみー THE みゅーじかる〜りぷれい〜（2017年10月12日 - 10月15日）
- りーでぃんぐ☆ぱーてぃーvol. 4（2018年7月14日 - 7月16日）
- 蟻地獄（2021年6月4日 - 6月10日）
- りーでぃんぐ☆ぱーてぃーvol. 10（2021年6月24日）

## ライブ

### 主な開催イベント
- 天津向の4コマトーク（vol.1東京、2010年9月9日 - vol.28大阪、2015年12月8日）※基本隔月で開催
- 天津向の「をたばなし」（阿佐ヶ谷ロフトA、2012年4月18日、2012年6月11日、2012年9月11日）
- 天津向プロデュース「アニ×ワラ」（2014年1月18日 - ） ※レギュラーメンバー、不定期開催

- ○○声優がやってきた
  - 幕張に 千葉県声優 やって来た!〜楠田亜衣奈編〜（2015年4月26日）
  - 幕張に 千葉県声優 やって来た!〜徳井青空編〜（2015年9月27日）
  - 幕張に 千葉県声優 やって来た!〜山崎エリイ編〜（2016年4月29日）
  - 幕張にお笑い好き声優がやってきた（2016年8月4日）
  - 幕張にゲーム好き声優がやってきた〜青木瑠璃子編〜（2016年9月18日）
  - 幕張に京都府声優がやってきた〜伊藤彩沙編〜（2017年3月18日）
  - 幕張に おざなり声優が やって来た〜小澤亜李・長縄まりあ編〜（2017年9月3日）
  - 幕張に野球好き声優がやってきた〜渡部優衣編〜（2017年9月24日）
  - 沖縄にネガティブ声優がやってきた〜田所あずさ編〜（2017年11月3日）
  - 幕張に ゆうき声優が やってきた〜高田憂希・桑原由気編〜（2018年3月3日）
  - 幕張に愛知県声優が やってきた〜鬼頭明里編〜（2018年6月3日）
  - 幕張に 広島県声優が やってきた〜Machico編〜（2018年6月9日）
  - 幕張に VIMS声優が やってきた〜山本希望・福原綾香編〜（2018年8月5日）
  - 幕張に 和歌山県声優が やってきた〜中島由貴編〜（2018年10月14日）
  - 幕張に アクセルワン声優が やってきた〜七瀬彩夏・長野せりな編〜（2018年11月18日）
  - 幕張に大分県声優がやってきた〜南早紀編〜（2019年3月16日）
  - 幕張に大阪府声優がやってきた〜吉岡茉祐編〜（2019年5月4日）
  - 幕張に俳協声優がやってきた〜和氣あず未・鈴木絵理編〜（2019年6月16日）
  - 幕張に 金髪声優が やってきた〜山崎はるか・Machico編〜（2019年11月30日）
  - 幕張に マウス声優が やってきた〜桑原由気・秦佐和子編〜（2020年2月8日）
- とあそぶ。
  - とあそぶ。〜内田彩編〜（2018年9月1日）
  - とあそぶ。ツアー〜内田彩編〜「大阪であそぶ」（2019年1月5日）
  - とあそぶ。ツアー〜内田彩編〜「仙台であそぶ」（2019年1月19日）
  - とあそぶ。ツアー〜内田彩編〜「群馬であそぶ」（2019年2月23日）
- 渡・向がアニメを語るな!（2018年10月26日 - ） ※基本1クールごとに開催
- 桑原由気寄席
  - 桑原由気寄席〜桑原さんのオススメ芸人集めました〜（2018年11月17日）
  - 桑原由気寄席 vol. 2〜桑原さんのオススメ芸人集めました〜（2019年3月2日）
  - 桑原由気寄席 vol. 3〜桑原さんのオススメ芸人集めました〜（2019年10月6日）
  - 桑原由気寄席アベンジャーズ（2021年2月14日）
  - 「桑原由気寄席」〜推し芸人集めました〜（2021年9月26日）
- 向・浅沼の「若きベルデルの悩みライブ」（2021年1月23日 - ）※基本月1で開催
- 天津向のエクストラパーティー
  - 天津向のエクストラパーティー〜ゲストと楽しい90分〜（ゲスト：倉岡水巴・武田愛奈、2021年8月1日）
  - 天津向のエクストラパーティー〜ゲストと楽しい90分〜（ゲスト：天城サリー・涼花萌、2022年1月23日）
  - 天津向のエクストラパーティー〜ゲストと楽しい90分〜（ゲスト：衣川里佳・種田梨沙〔1部〕・本渡楓〔2部〕、2022年3月21日）
  - 天津向のエクストラパーティー〜ゲストと楽しい90分〜（ゲスト：古賀葵・南早紀、2022年6月4日）
  - 天津向のエクストラパーティー〜ゲストと楽しい90分〜（ゲスト：石上静香・小原好美、2022年7月17日）
  - 天津向のエクストラパーティー〜ゲストと楽しい90分〜（ゲスト：河瀬詩・白沢かなえ、2022年9月10日）
  - 天津向のエクストラパーティー〜ゲストと楽しい90分〜（ゲスト：吉宮瑠織・千春、2022年10月1日）
  - 天津向のエクストラパーティー（ゲスト：桑原由気・高田憂希・陶山恵実里、2023年2月11日）
- 天津向プロデュース「リプレイエチュード」
  - 天津向プロデュース「リプレイエチュード」（ゲスト：内田彩、2021年8月29日）
  - 天津向プロデュース「リプレイエチュード」〜吉岡茉祐編〜（2021年10月31日）
  - 天津向プロデュース「リプレイエチュード」（ゲスト：石川界人、2022年2月19日）
- 声優×芸人朗読劇「WARAI-GOE」
  - 声優×芸人朗読劇「WARAI-GOE」（2021年11月1日 - 11月7日）
  - 声優×芸人朗読劇「WARAI-GOE〜encore〜」（2022年4月16日 - 4月17日）
  - 声優×芸人朗読劇「WARAI-GOE」（2023年8月23日 - 8月27日）

### その他
- 劇団アニメ座 （2010年11月15日 - ） ※レギュラーメンバー、不定期開催
- 田所あずさ×天津向 コントライブ
  - 田所あずさ×天津向 コントライブ〜外国みたいですね〜（2017年6月2日 - 6月4日）
  - 田所あずさ×天津向 コントライブ〜Who are you? You are love〜（2019年4月5日 - 4月7日）
- 空想バラエティ「天津丼」（2019年10月22日、2021年1月30日、2021年11月21日）

## 作品

### 漫画原作
- むかいのじゅなん（作画：ワタマツ、『本当にあった愉快な話芸能ズキュン!』（竹書房）ゲスト：2012年4月号、5月号、連載：2012年6月号 - 2014年1月号）
- アイドル≒アニオタ（作画：ワタマツ、『まんがくらぶオリジナル』（竹書房）ゲスト：2013年2月号、2013年8月号）
- てんしんらん漫!（作画：柚原有里、『まんがタウン』（双葉社）2013年3月号 - 2014年10月号）
- 可愛い娘が出てくる4コマ（作画：ワタマツ、『天津向とゆかいな仲間たち』公式HP 2014年5月6日、5月15日）
- 推しの彼女の成り上がり～不遇なヒーラーをアイドルにして、異世界で武道館ライブを目指します～（作画：幸原ゆゆ、ライブコミックス、2022年7月8日 - ）

### コラム連載
- むかいのよんこまこらむ（『本当にあった愉快な話芸能ズキュン!』（竹書房、2012年 - 2013年）
- 天津向のにちじょうあにめかたり（Nizista、2017年 - 2019年）

### 小説
- 芸人ディスティネーション（小学館、ガガガ文庫、イラスト：きんのたま、全4巻）
  - 芸人ディスティネーション（2014年5月20日発売、ISBN 978-4-09-451484-1）
  - 芸人ディスティネーション2（2015年3月18日発売、ISBN 978-4-09-451540-4）
  - 芸人ディスティネーション3（2015年8月18日発売、ISBN 978-4-09-451565-7）
  - 芸人ディスティネーション4（2016年1月19日発売、ISBN 978-4-09-451588-6）
- クズと天使の二周目生活（小学館、ガガガ文庫、イラスト：うかみ、全5巻）

### 書籍
- 「この4コマがオモロイ!」（竹書房、2013年8月1日発売、ISBN 978-4-81-249626-8）

ただのオタクで売れてない芸人で借金300万円あったボクが、年収800万円になった件について。（小学館、2017年9月3日、ISBN 978-4-09-388575-1）

### アニメ
- GETUP! GETLIVE! ＃げらげら（2020年、毎日放送ほか、企画）
- まえせつ!（2020年、TOKYO MXほか、ネタ監修）

### ドラマCD
- 魔王軍の参謀さんと勇者パーティーの賢者さんが幼馴染みだったりする世界〜ルームシェア1周年記念〜（2022年6月24日、脚本）
- アニメを語るな!〜ふたりはアニメを語らない〜（2022年8月14日、企画）

### CD

#### ユニット
- CLAMP of STARS（アトミックモンキー）
  - CLAMP of STARS (TRUE RED)（2018年1月24日）
  - CLAMP of STARS (ARROW BLUE)（2018年1月24日）